# 조지 포사이스

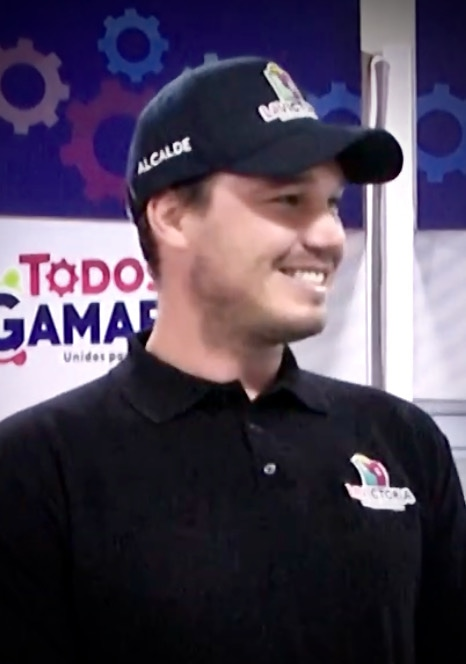

조지 패트릭 포사이스 조머(스페인어: George Patrick Forsyth Sommer, 1982년 6월 20일~)는 페루의 정치인이자 전직 축구선수(골키퍼)이다. 2018년 소모스 페루 민주당의 라빅토리아구청장 후보로 출마해 당선되었으며, 2021년 대선 출마를 위해 2020년 10월 구청장직을 사임했다.

## 어린 시절
베네수엘라 카라카스에서 태어났다. 부친 해럴드 포사이스는 외교관, 대사, 전 국회의원이었으며, 모친 마리아 베로니카 조머 마이어는 전 미스 칠레 미인 대회 우승자였다. 주베네수엘라페루대사를 지내던 부친을 따라 베네수엘라에서 성장했다. 모친은 독일계이다.

## 역대 선거 결과
| 선거명      | 직책명        | 대수 | 정당       | 1차 득표율 | 1차 득표수 | 2차 득표율 | 2차 득표수 | 결과 | 당락 |
| ----------- | ------------- | ---- | ---------- | ---------- | ---------- | ---------- | ---------- | ---- | ---- |
| 2021년 선거 | 페루의 대통령 | 63대 | 국민승리당 | 5.66%      | 814,516표  |            |            | 8위  | 낙선 |